# Diplectrona lieftincki
Diplectrona lieftincki är en nattsländeart som beskrevs av Georg Ulmer 1951. Diplectrona lieftincki ingår i släktet Diplectrona och familjen ryssjenattsländor. Inga underarter finns listade i Catalogue of Life.